# Mopti
Mopti – miasto w środkowym Mali, ośrodek administracyjny regionu Mopti, u ujścia rzeki Bani do Nigru, na 3 wyspach połączonych groblami. Największy port na Nigrze. Według szacunku z roku 2005 miasto liczy 108 700 mieszkańców.
Ważny ośrodek handlowy regionu rolniczego – uprawy ryżu, bawełny oraz rybołówstwo. Lotnisko międzynarodowe Mopti Airport (MZI).
Miasto zwane jest Wenecją Mali.

## Atrakcje
- Wielki Meczet z 1935 – zbudowany z gliny i piasku w sudańsko-saheliańskim stylu architektonicznym.
- targ Suguni.

Mopti jest turystyczną stolicą Mali oraz wygodnym punktem startowym do największych atrakcji kraju – Timbuktu, Dżenne i Kraju Dogonów.